# Qaratal
Der Qaratal (kasachisch Қаратал – „Schwarz-Weide“) ist ein rund 400 km langer Fluss im östlichen Kasachstan.
Der Name mag daher kommen, dass der Fluss zu den Tau-Zeiten sehr dunkles Wasser aufweist. Er entspringt im Südwesten des bis zu 4463 m hohen Dsungarischen Alataus. Im Oberlauf, oberhalb der Einmündung der Tschascha in der Stadt Tekeli, heißt der Fluss Qora (Қора). Er fließt in westlicher Richtung durch das Gebirge. Ab Tekeli fließt er in einem breiten Tal. Er fließt an Qarabulaq und Taldyqorghan vorbei, nimmt den Köksu von links auf, passiert Üschtöbe und fließt hauptsächlich in nordwestlicher Richtung durch eine wüstenhafte Steppe in den abflusslosen Balchaschsee. Nach dem Qaratal ist auch die Stadt Qarabulak benannt.